# LoCoS
LoCoS — универсальный искусственный язык для международного общения, базирующийся на использовании интуитивно понятных пиктограмм и идеограмм.
Язык предложил в 1964 году Юкио Ота, японец, профессор Университета Искусств Тама и специалист по стандартизации знакового окружения (один из представителей Японии в ISO).
Помимо языка дорожных и других международно принятых визуальных обозначений, на создание LoCoS повлиял родной японский язык Юкио Ота, а также блиссимволика.
Название LoCoS происходит от греческого слова λόγος, а также является сокращением от слов «Lovers Communication System» («Система общения влюблённых»)

## Основные символы
В языке имеется восемь основных символов:
| Символ | Семантика    | Символ | Семантика            |
| ------ | ------------ | ------ | -------------------- |
|        | солнце, день |        | человек              |
|        | вещь         |        | мысль                |
|        | чувство      |        | страна, место        |
|        | вопрос       |        | точка, существование |

## Слова
Слова представляют собой комбинации различных символов. Например, точка в круге  обозначает «сегодня», а символ рыбы в круге с разрывом сверху — рыболова. Существует около 80 слов, официально предложенных создателем языка. Словарь может быть дополнен новыми словами, созданными с использованием основных правил.

## Предложения
Предложения создаются при помощи комбинации слов. Для их написания используются три строки. В средней строке записываются основные слова (существительные, глаголы, прямые и косвенные дополнения). Верхняя строка используется для модифицирующих глаголов наречий, а нижняя — для модифицирующий существительные прилагательных.

Пример приветствия на языке LoCos. Буквальное значение «Я радостно приветствую вас хороших»